# Classica Wratislaviensia
Classica Wratislaviensia – rocznik wydawany we Wrocławiu od 1966 roku. Wydawcą jest Instytut Studiów Klasycznych, Śródziemnomorskich i Orientalnych Uniwersytetu Wrocławskiego. Pismo publikuje: artykuły, przekłady i recenzje z zakresu filologii klasycznej, a także nauk o starożytności oraz recepcji antyku.  